# いすゞバス製造

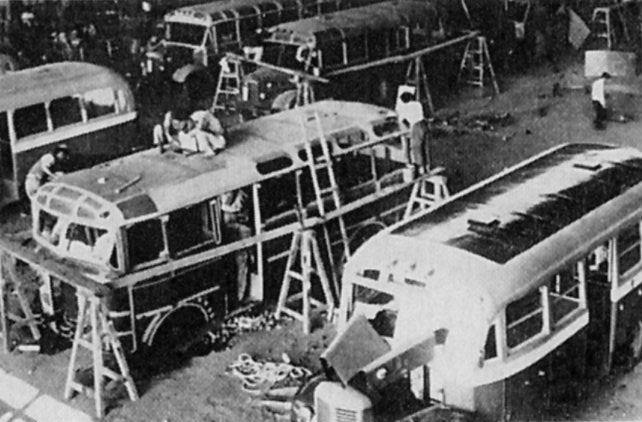
製造開始当時の工場（川崎産業岐阜工場）

いすゞバス製造株式会社（いすずバスせいぞう）は、1997年（平成9年）から2004年（平成16年）9月まで存在した、いすゞ自動車100 %出資のバス車体製造会社（コーチビルダー）。略称は I-BUS, IBM。
2004年（平成16年）10月、ジェイ・バスが存続会社となり、日野車体工業とともに三社合併した。
ルーツは川崎重工業グループの航空機製造会社であった「川崎航空機工業」であり、第二次世界大戦後の民需転換でバス車体の製造を始めたことによる。
変遷をおおまかにまとめると、川崎産業→川崎岐阜製作所→川崎航空機工業→川崎重工業→川重車体工業までの各務原工場時代（1947年 - 1985年）、その後のいすゞ自動車50 %出資のアイ・ケイ・コーチを経ていすゞバス製造となる宇都宮工場時代（1986年 - 2004年）に分けられる。本項でもその2つの時期に分けて説明する。

## 歴史
- 1948年（昭和23年）
  - 川崎産業株式会社[2]が同社岐阜工場にてバスボディ製造を開始。
  - 5月 -「KBC」型第1号車を運輸省（省営バス）に納入。
- 1950年（昭和25年）
  - 5月1日 - 川崎産業の清算[注釈 1]に伴い、岐阜工場が株式会社川崎岐阜製作所となる。
  - いすゞ自動車と提携する。
- 1953年（昭和28年）9月21日 - 川崎産業の精算により発足した株式会社川崎都城製作所が、川崎航空機工業株式会社に社名変更。
- 1954年（昭和29年）2月1日 - 川崎航空機工業が川崎岐阜製作所を合併。旧川航の再統合が成り、同社岐阜製作所となる。また1956年以降はバスボディ国内トップシェア（約20%）を一貫して維持。
- 1964年（昭和39年）- 同業の下位メーカーである安全車体と資本・技術提携。同社の合理化によりバスボディ事業を川航に統合し、1968年に同社はバスボディから完全撤退。
- 1969年（昭和44年）4月1日 - 川崎3社合併により川崎重工業株式会社が成立。同社岐阜工場となる。
  - 自動車事業部は、合併当初は車両事業本部（旧・川崎車輛）の下に所属したが、1971年11月1日に航空機事業本部（旧・川崎航空機工業）の下に復した。
- 1974年（昭和49年）
  - 4月11日 - 川崎重工業の自動車事業部を分社化し、川重車体工業株式会社を設立。資本金は4億円（設立時）。
  - 6月1日 - 川重車体工業が業務開始。のちにモータリゼーションの進展でバス事業者の経営が悪化し、新車需要が落ち込んだことで、バスボディ事業の採算が悪化する。
- 1986年（昭和61年）
  - 2月28日 - 冷凍車事業を除き、いすゞ自動車との合弁事業となりアイ・ケイ・コーチ株式会社（IK Coach、略称 IK, IKC）を設立。資本金は25億円（1987年）。設立当初は川重の全額出資で、いすゞは同年4月から1年間かけて段階的に資本参加、1987年春には両社折半出資となった[3]。
  - 4月1日 - 工場を岐阜県各務原市から栃木県河内郡河内町（現・宇都宮市）に移転。
    - 移転先は、前日付で閉鎖となった川崎重工業宇都宮工場跡（元・汽車製造株式会社宇都宮工場。1972年4月1日の汽車会社合併で川重の工場になった）。1968年7月操業開始の貨車製造工場だったが、国鉄の経営悪化による車両新製抑制で遊休化していた[4]。
- 1995年（平成7年）
  - 10月1日 - いすゞバス製造株式会社に社名変更。社名変更当時の資本金は46億8700万円、従業員数は550名[5]。出資比率はいすゞ50%、川重30%、販社20%。
  - 同業の北村製作所よりバスボディ事業を譲受。
- 1997年（平成9年）10月 - いすゞ自動車の100%子会社となる。いすゞ全額出資の新会社を設立し、旧社は新社に事業譲渡した後清算という手法をとった。新社の資本金は45億円、従業員数は660名（1999年）[1]。
- 2003年（平成15年）10月1日 - 日野自動車といすゞ自動車のバス部門統合によりジェイ・バス株式会社が発足。いすゞバス製造は同社の子会社となる。
- 2004年（平成16年）10月1日 - ジェイ・バスが日野車体工業・いすゞバス製造の2子会社を合併。いすゞバス製造宇都宮工場は同社宇都宮事業所となる[4]。

## 各務原工場時代
（川崎産業→川崎岐阜製作所→川崎航空機工業（2代目）→川崎重工業→川重車体工業）
第二次世界大戦の敗戦により、日本はGHQから一切の航空機関連活動を禁止され、航空機専業メーカーであった川崎航空機工業は、市場と顧客と仕事のすべてを一挙に失った。そこで他の軍需企業もそうであるが、残存の製造設備と資材を活用し民需生産に転換して会社の再建を目指すこととし、同社の岐阜工場では、家庭用品、農機具、電気器具、自動車部品、紡績機など様々な製品を製造した。そうした中で1948年より同社戦後初の本格的な事業として、航空機の製造技術を生かしたバス車体の製造に乗り出す。
終戦直後ごろまでの日本国内製のバスボディはボディ・オン・フレーム構造で製作されるのが普通であったが、車体重量が重いことが難点であった。これに対して川崎産業では、航空機で用いられていたモノコック構造を当初から採用した。モノコック構造の車体は強度部材の重複がなくなって従来より格段に軽量化され、ひいては車両性能の向上にも寄与した。製造工程には航空機製造用であった設備と技術が用いられ、複雑な形状の外板は大型プレス機で一気に加工成型された。なお、同時期から1950年代初頭にかけて富士産業など、他の大手コーチビルダーも相次いでモノコック構造を採用している。
戦前に六甲号を製造していた川崎車両部は、戦中の九四式六輪自動貨車を縁にヂーゼル自動車工業株式会社（戦後のいすゞ自動車）との関係が深く、1950年より同社と提携を組み指定車体メーカーとなった。
1966年に日本の路線バスボディでは初めて、Hゴム支持のスタンディーウインドウを廃し、フル・アルミサッシの2段窓を導入した。また一世を風靡した通称「オバQ」ボディやいすゞ・キュービックなど、その斬新なデザインや技術力には定評ががあった。モノコックに代わるスケルトンボディの採用は1984年と業界内ではやや遅かった。
他に地理的にシャーシ工場が近接していた関係から、かつては中京・信越圏のバス事業者向けを中心に、三菱自動車工業製やトヨタ自動車製、日野自動車製、日産自動車製（日産ディーゼルの前身にあたる民生産業のOEM）のバスにも架装していた時期があるが、1974年以降はいすゞ製バス以外の製造実績はない。
川重とライセンス生産していたコーチビルダーもあり、戦前に乗用車「日光号」を造った東京都港区の安全自動車はバスボディ製造も手掛けていたが、1956年に安全車体工業としてバスボディ部門を独立、1964年には川崎航空機と提携してライセンス生産を行っていたが、1968年にバス部門は川崎航空機に統合されている。また1960年代から1970年代にかけては熊本県の松本車体製作所が川崎航空機工業および川重車体工業のバスボディをライセンス生産し、県内のバス事業者に納入していた。
また関連企業として、川崎航空機岐阜工場の協力会社として発足した岩戸工業があり、バス車体の更新修繕やファンタスティックバスのカスタマイズを手がける。
川重ではバスボディだけではなく、トラックのボディ架装も多数手がけていた。

### 川重車体が架装したバス
大型路線車
- 1948年〜：KBA型（BX）
- 1948年〜：いすゞTX40バス
- 1949年〜：KBC型（BC）
- 1951年〜：KBR型（BA/BR）
- 1964年〜：KBX型（BA10/BU10/20:川崎角型）
- 1980年〜：いすゞC＊M用ボデー
- 1984年〜：いすゞLV用ボデーキュービック

大型観光・高速車
- いすゞ・スーパークルーザーを参照。
  - 1950年〜：いすゞBC10用ボデー
  - 1963年〜：川崎丸型（通称「オバQバス」）
  - 1973年〜：73SC（BU-P/BH）
  - 1976年〜：H1/H2(C＊A)
  - 1980年〜：H3/H4/H5：リベットレスハイデッカー（C＊A)

中型車
- いすゞ・ジャーニーKを参照。
  - 1968年〜：いすゞBY30用ボデー
  - 1972年〜：いすゞBK30用ボデー
  - 1976年〜：いすゞCCM用ボデー
  - 1984年〜：いすゞジャーニーK（LR系）用ボデー

小型車
- いすゞ・ジャーニーを参照。
  - 1960年〜：いすゞライトバス・ジャーニー BL171/271用ボデー
  - 1966年〜：いすゞ・ジャーニー BL用ボデー
  - 1973年〜：いすゞ・ジャーニーM/L BL24/BE20用ボデー

いすゞ車以外
- 1948年：日産180型ボンネットバス
- 1949年：トヨタBM型ボンネットバス
- 1950年：日産290型ボンネットバス
- 1964年〜：ダイハツSV用ボデー
- 1965年〜：マツダ・ライトバス AEVA用ボデー7
- 年式不明：日産NUR690形バス（川崎航空機ボデー、京王帝都電鉄に導入例あり）

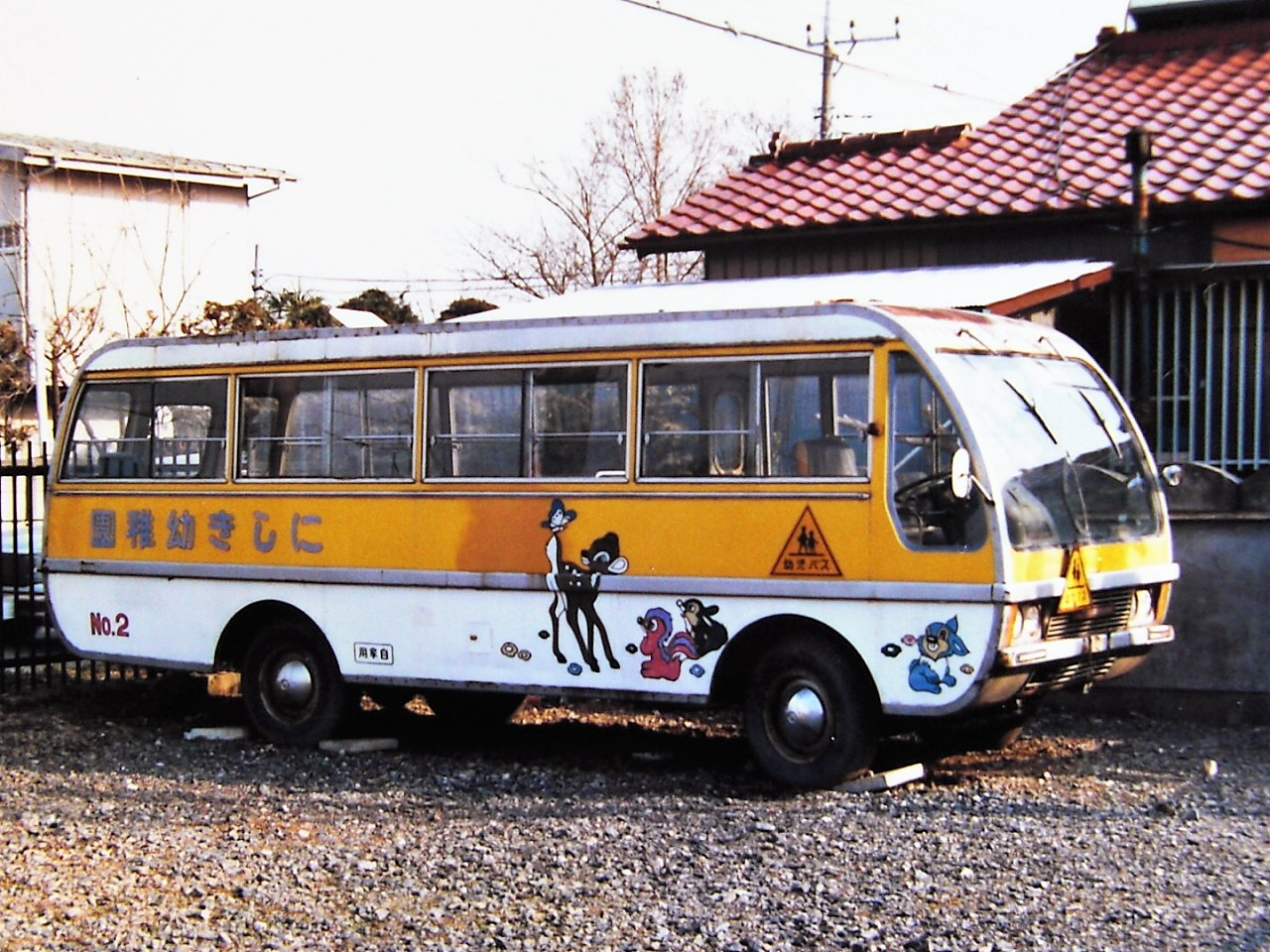
年式不明 川崎航空機 マツダ・ライトバス タイプA （自家用）
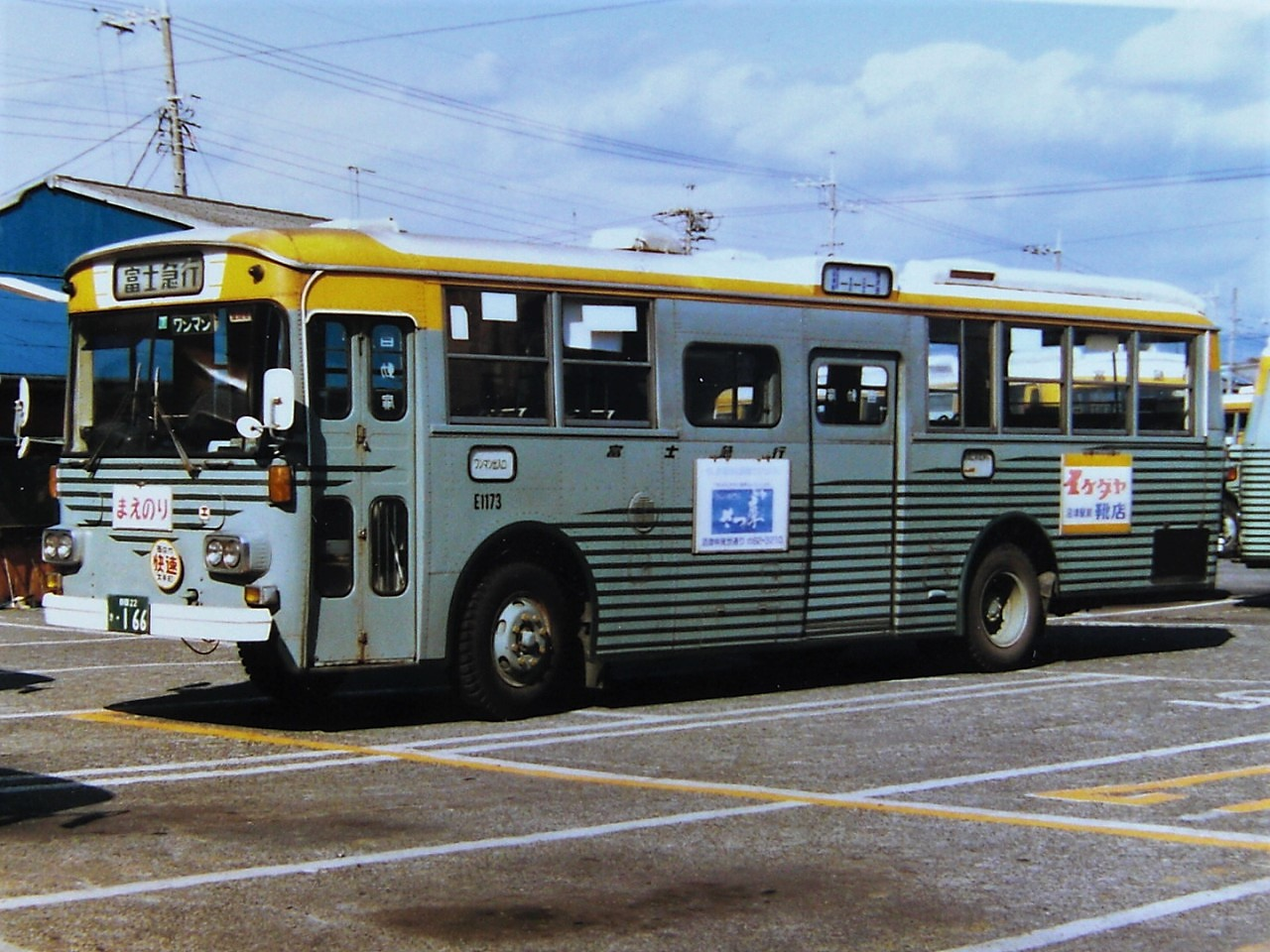
1971年式 川崎重工 日野RE100 （富士急行）
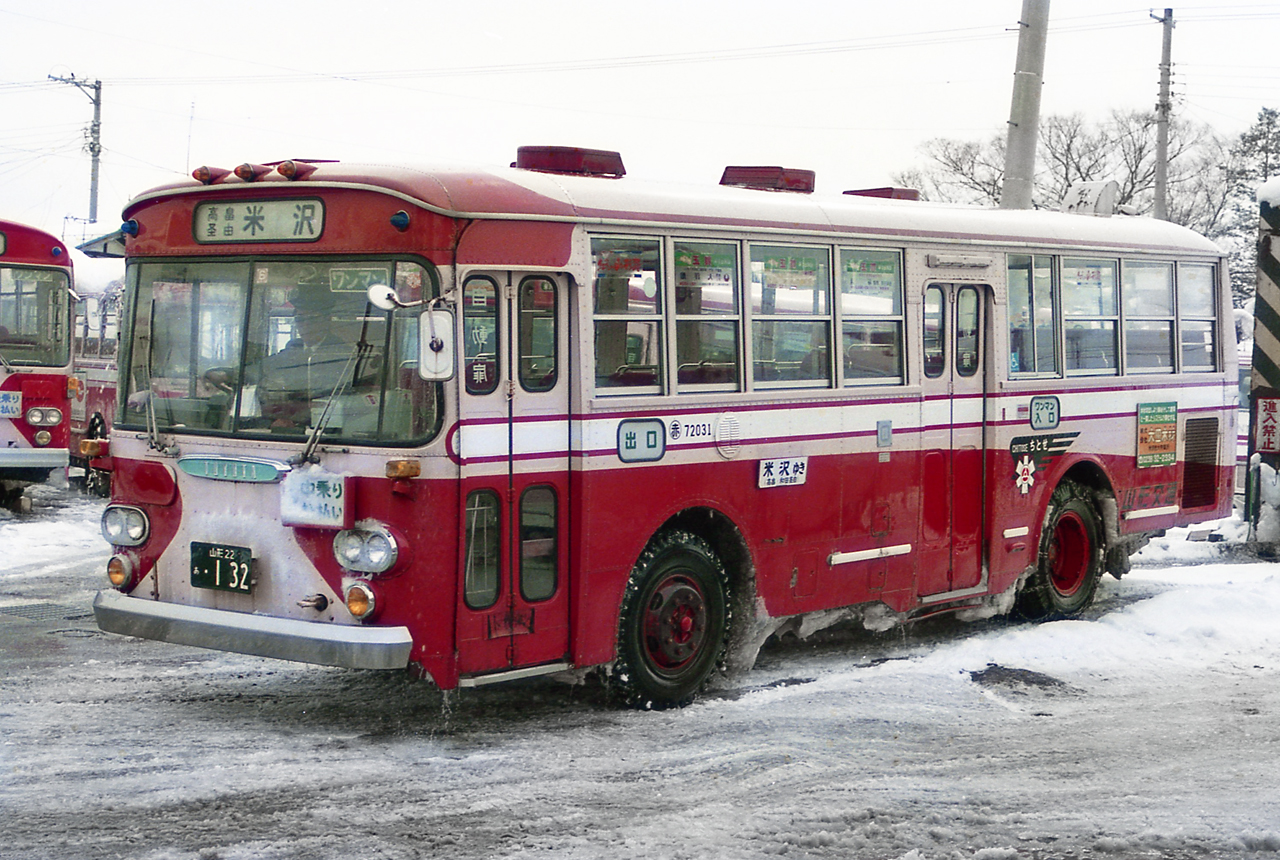
1966年〜：トヨタDR形バス（川崎角型ボディでの導入例あり）
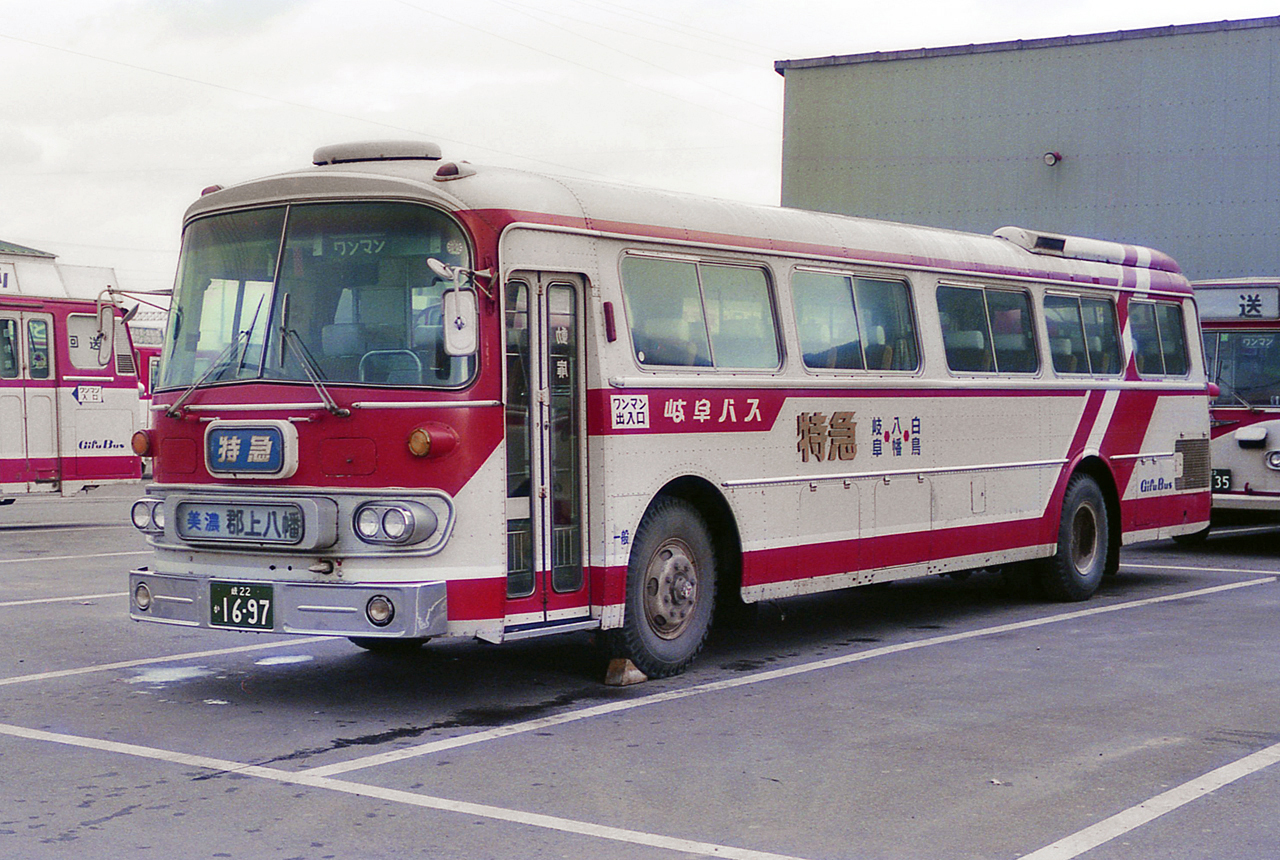
1972年式 川崎重工 三菱B905N （岐阜バス）

### 車両ギャラリー
いすゞ車

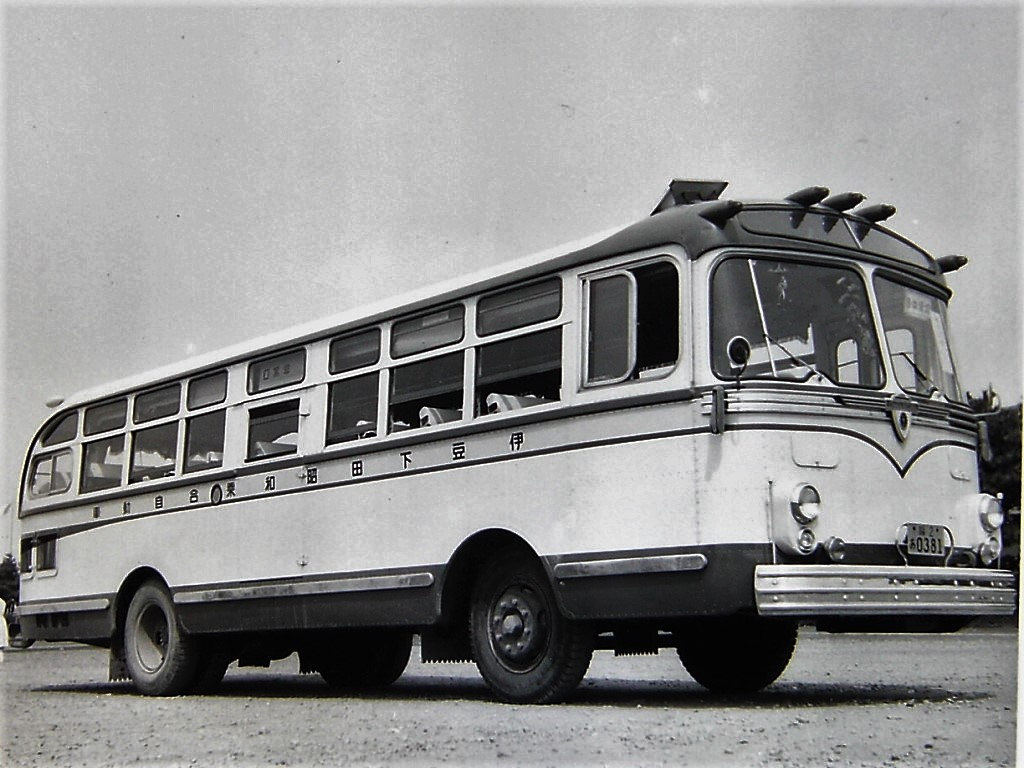
年式不明 川崎航空機 いすゞBA341P （昭和乗合自動車）
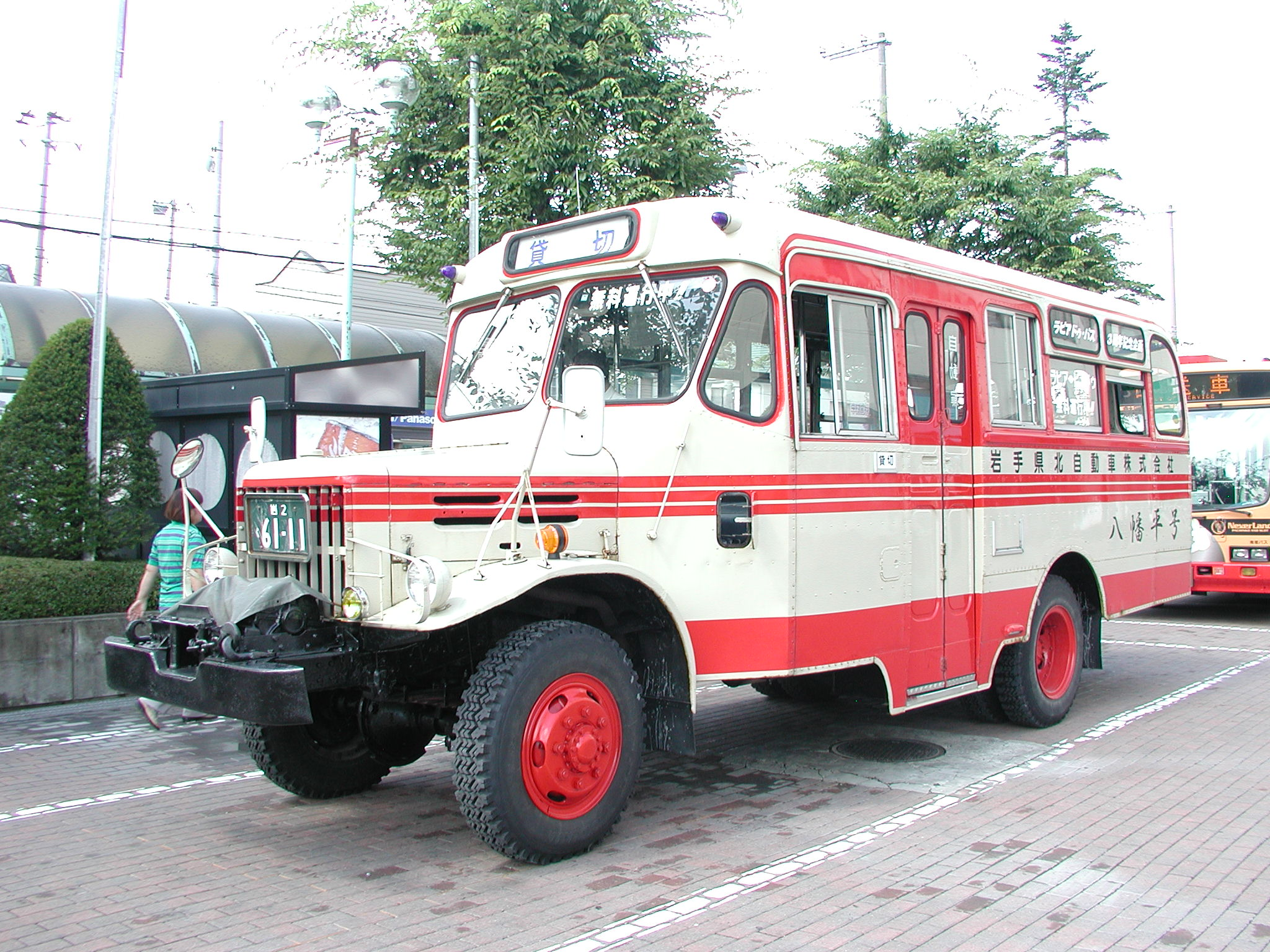
1968年式 川崎航空機 いすゞTSD40改 （岩手県北自動車）
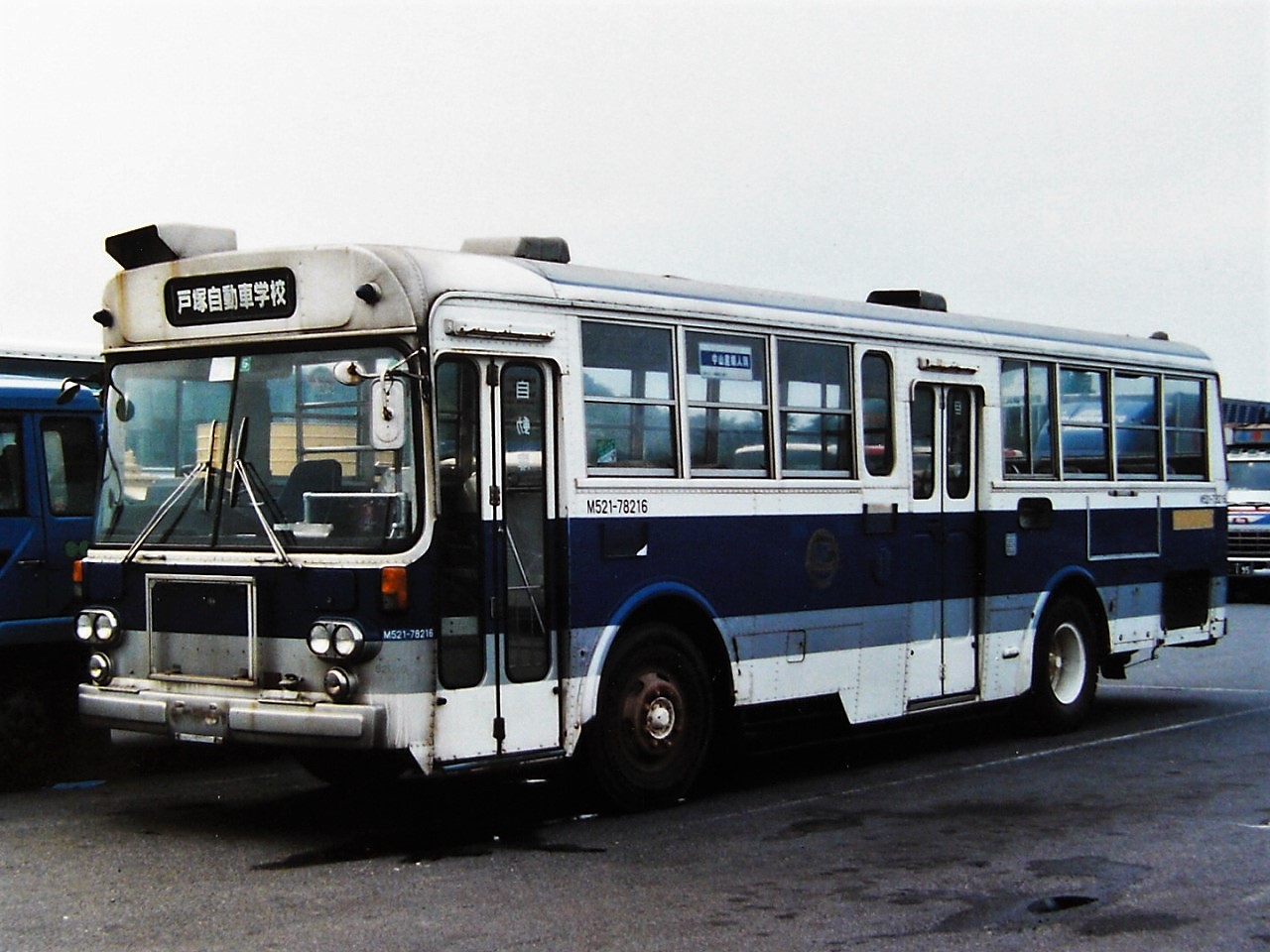
1978年式 川重車体　C系試作車体 いすゞBU04 （JRバス関東）
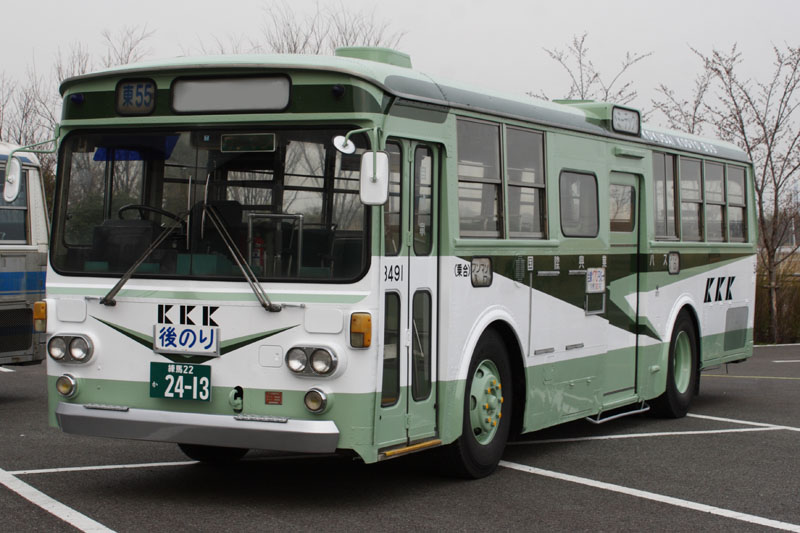
1980年式 川重車体 いすゞBU04 （元・国際興業バス）
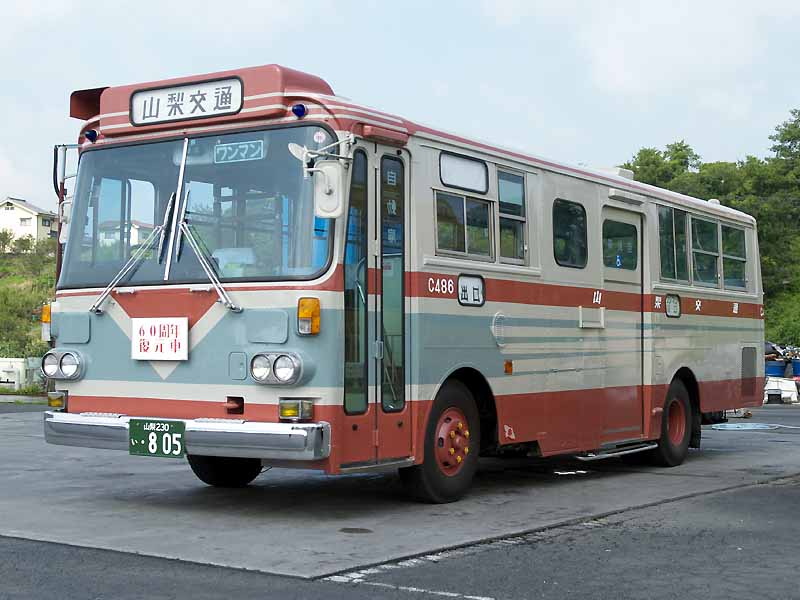
1980年式 川重車体 いすゞK-CCM410 （山梨交通）
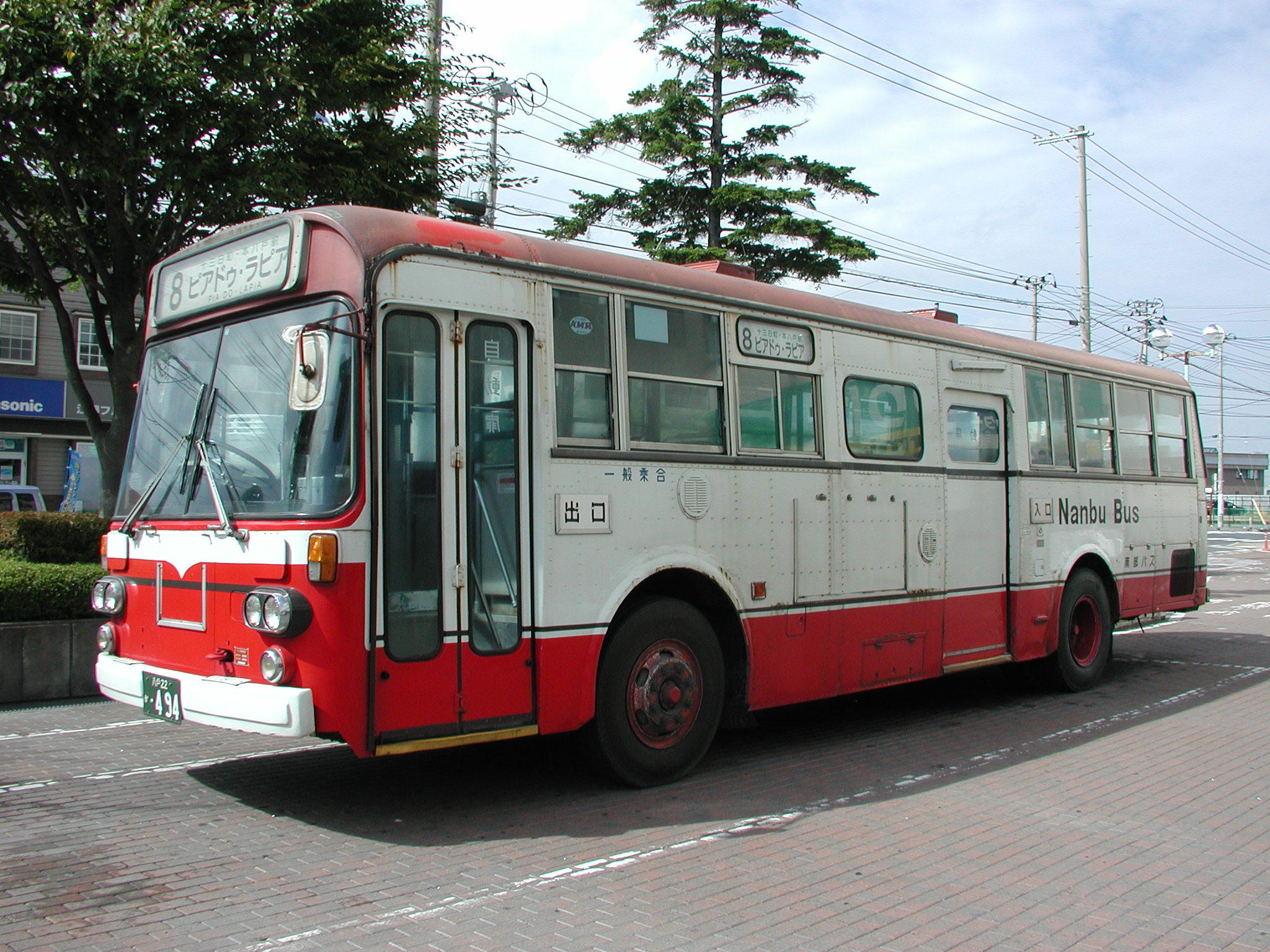
1982年式 川重車体 いすゞK-CJM500 （南部バス）
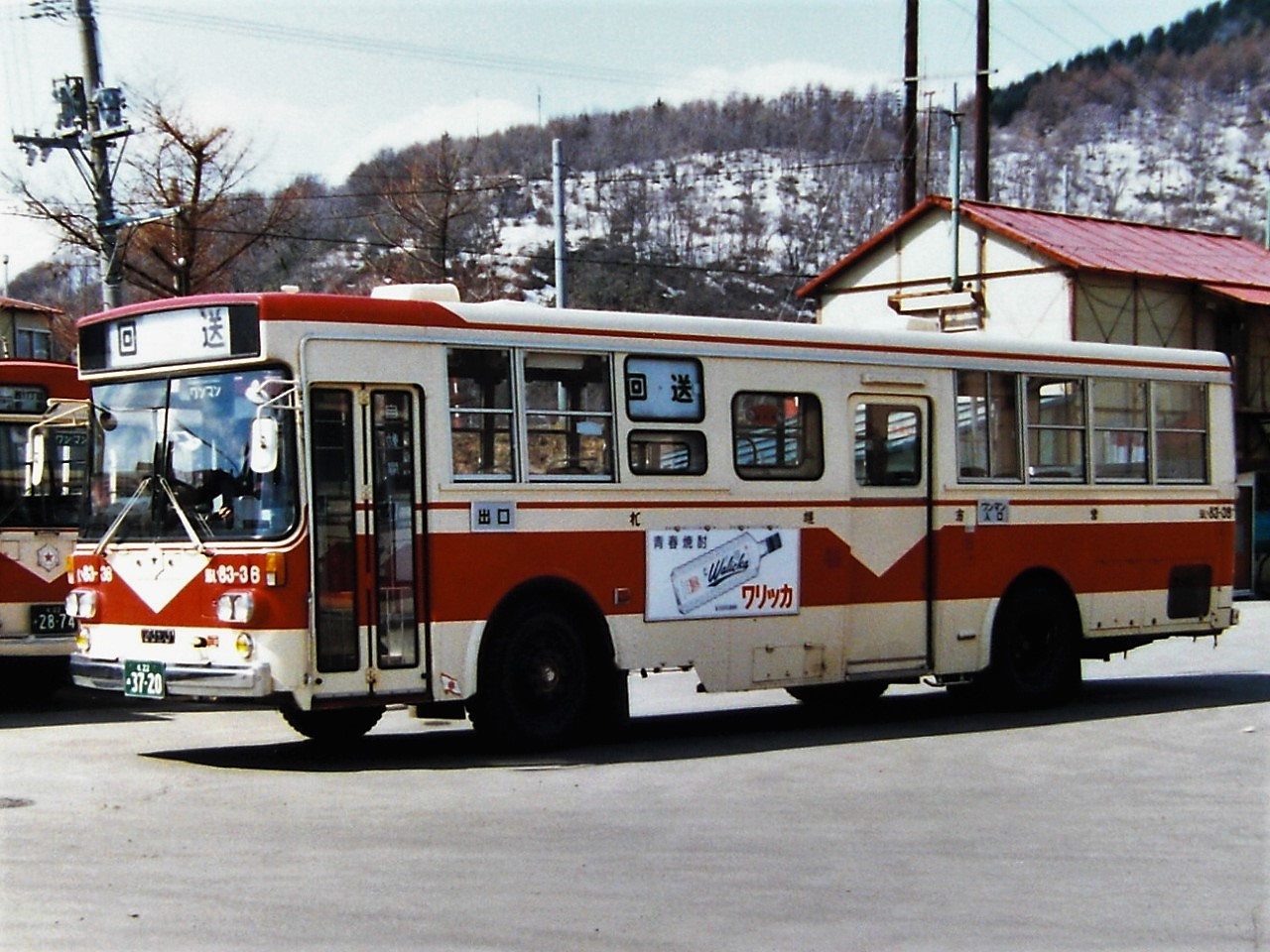
1983年式 川重車体 LV系試作車体 いすゞK-CJM520 （札幌市交通局）
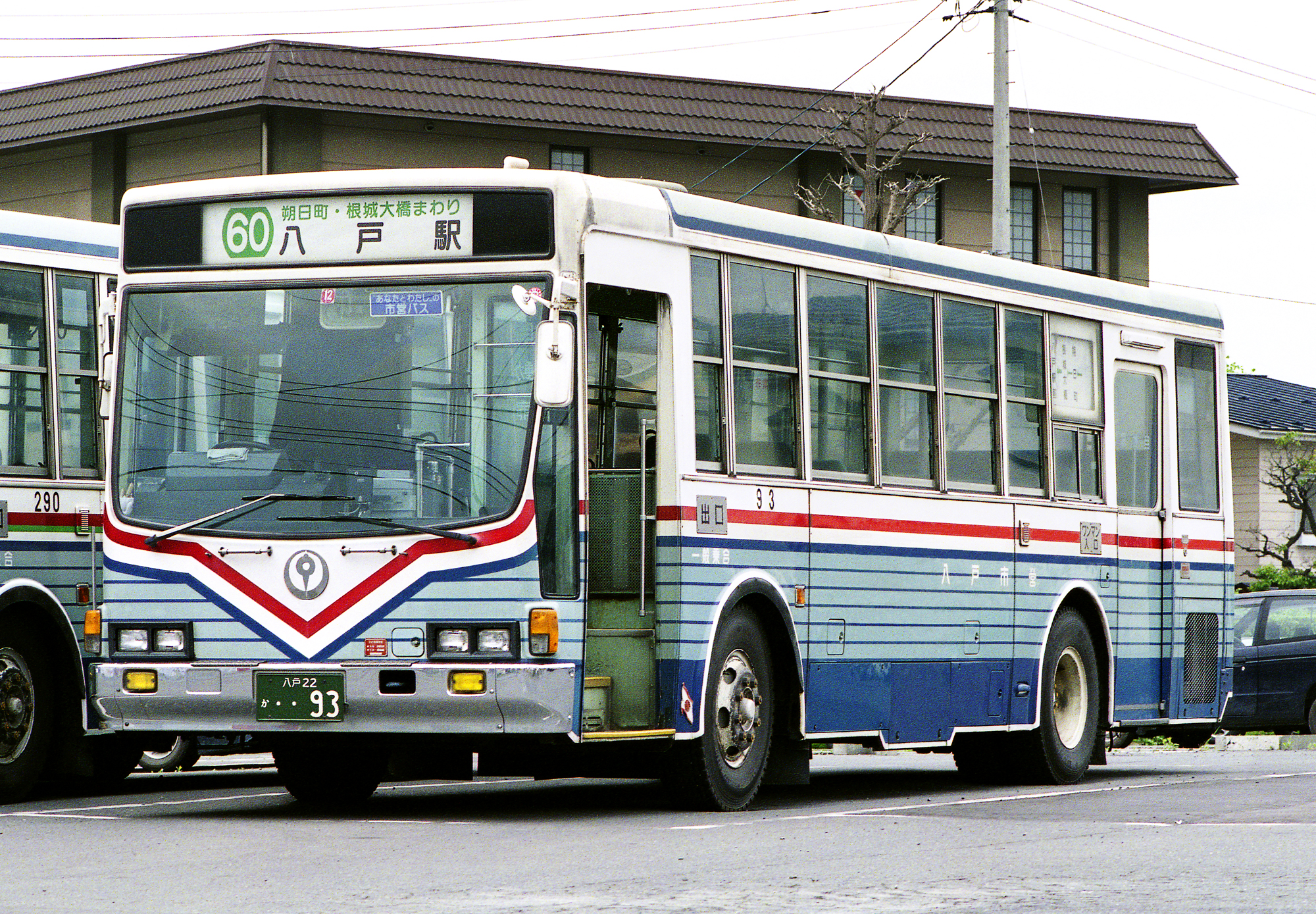
1985年式 川重車体 いすゞP-LV314K （八戸市営バス）

その他
- 年式不明 川崎航空機
マツダ・ライトバス タイプA
（自家用）
- 1971年式 川崎重工
日野RE100
（富士急行）
- 1972年式 川崎重工
トヨタDR15
（山形交通）
- 1972年式 川崎重工
三菱B905N
（岐阜バス）

## 宇都宮工場時代
（アイ・ケイ・コーチ→いすゞバス製造、現：ジェイ・バス宇都宮事業所）
1986年2月28日にいすゞ自動車との合弁会社アイ・ケイ・コーチ株式会社（IK Coach、IsuzuとKawasakiの頭文字を取った社名）を設立し、同年より生産開始。
1995年には、北村製作所のバスボディ製造撤退により事業を譲受している。
IKコーチ時代の製品については、大型観光スーパークルーザー、大型路線キュービック、中型ジャーニーKを参照。
いすゞバス製造時代の製品については、大型観光ガーラ（初代LV7系）、大型路線エルガ、中型観光ガーラミオ（初代LR2）、中型路線エルガミオをそれぞれ参照。

### 川重車体→IKコーチ架装のいすゞバス
IKコーチ発足により、製造途中から車体メーカーが川重車体からIKコーチになっている。
- いすゞ・スーパークルーザー（LV系）大型観光・高速バス
- いすゞ・キュービック（LV系）大型路線バス
- いすゞ・キュービックLT（LT系）大型短尺バス
- いすゞ・ジャーニーK（LR系）中型バス

### いすゞバス製造→ジェイ・バス架装のいすゞバス
ジェイ・バス発足により、製造途中から車体メーカーがいすゞバス製造からジェイ・バス宇都宮工場になっている。
- いすゞ・ガーラ（初代・LV系）大型観光・高速バス
- いすゞ・エルガ（LV系）大型路線バス
- いすゞ・エルガLT（LT系）大型短尺バス
- いすゞ・エルガミオ（LR系）中型路線バス
- いすゞ・ガーラミオ（LR系）中型観光バス

### 車両ギャラリー

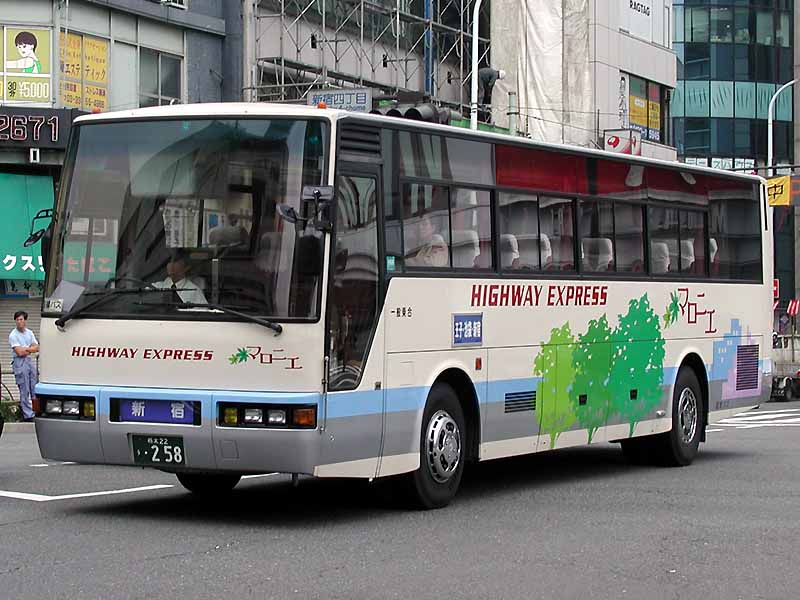
1989年式スーパークルーザー いすゞP-LV719R （関東自動車）
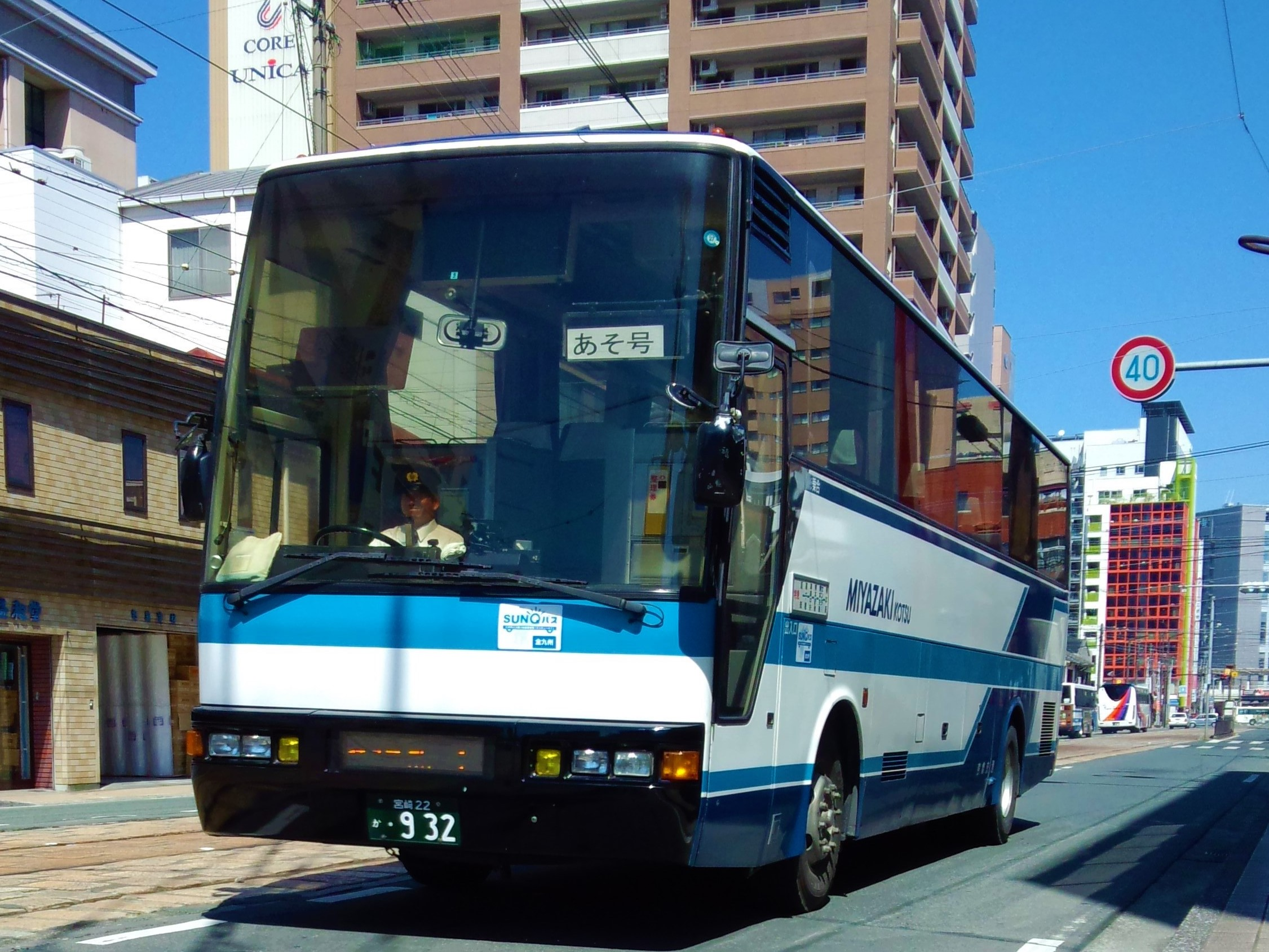
1991年式スーパークルーザーSHD いすゞU-LV771R （宮崎交通）
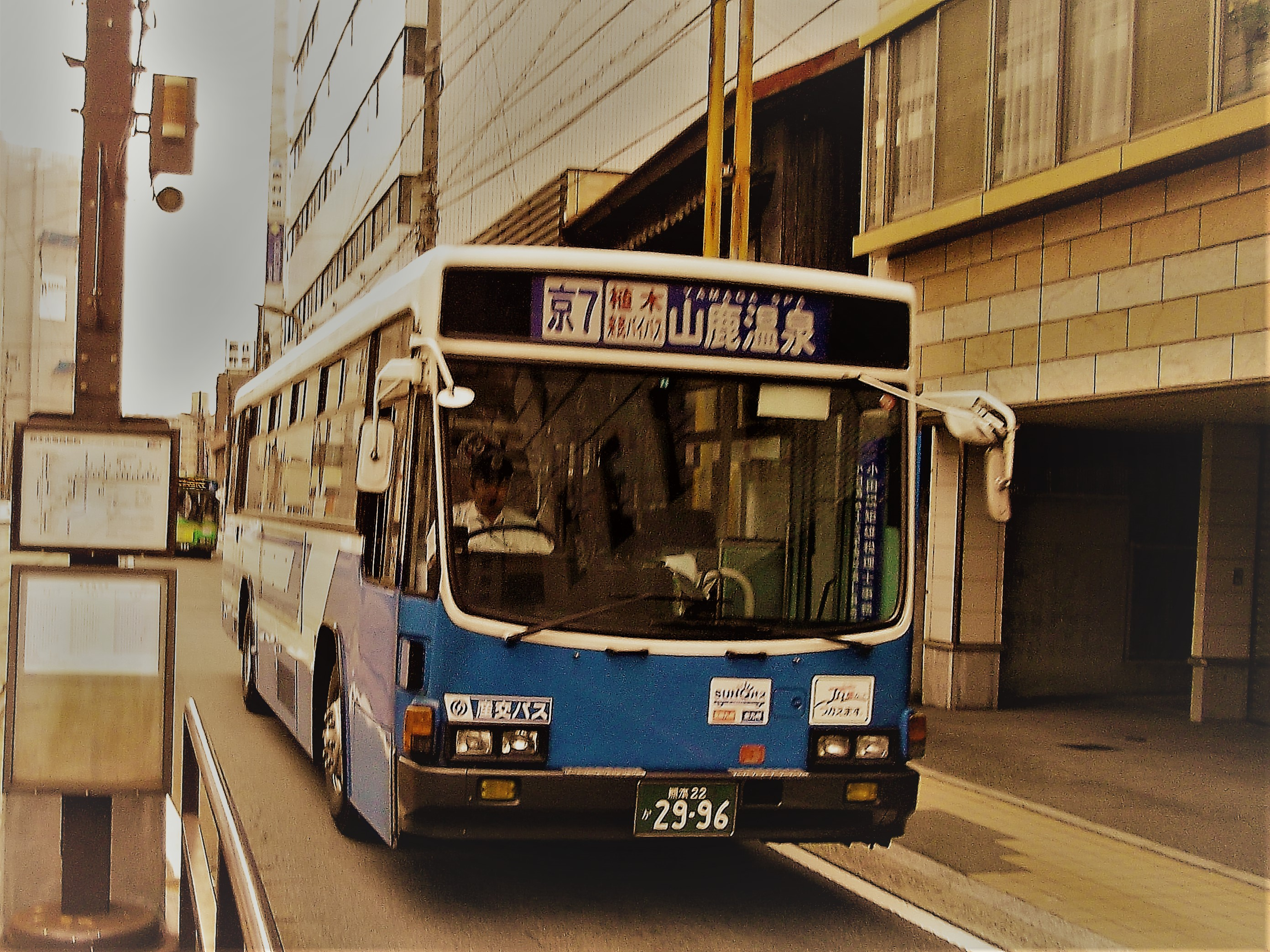
1995年式キュービック いすゞU-LV224M （九州産業交通）
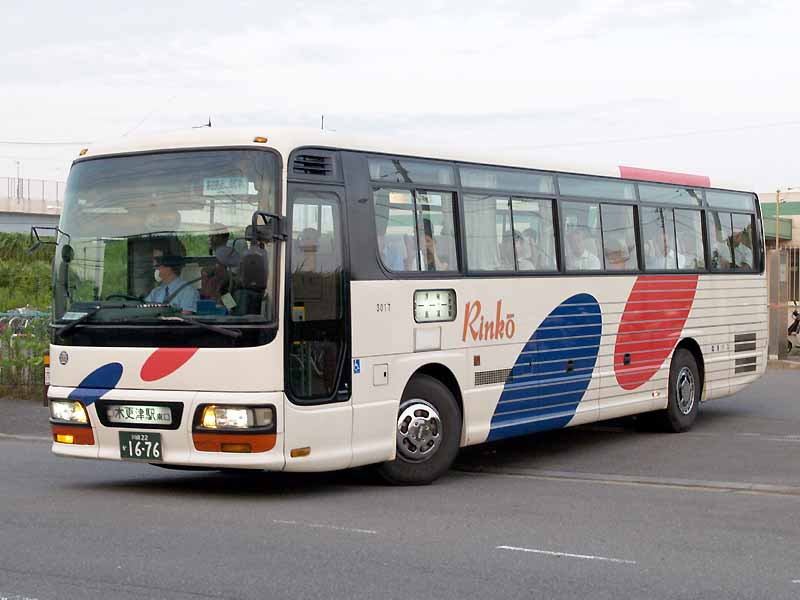
1998年式ガーラ いすゞKC-LV781R1 （川崎鶴見臨港バス）
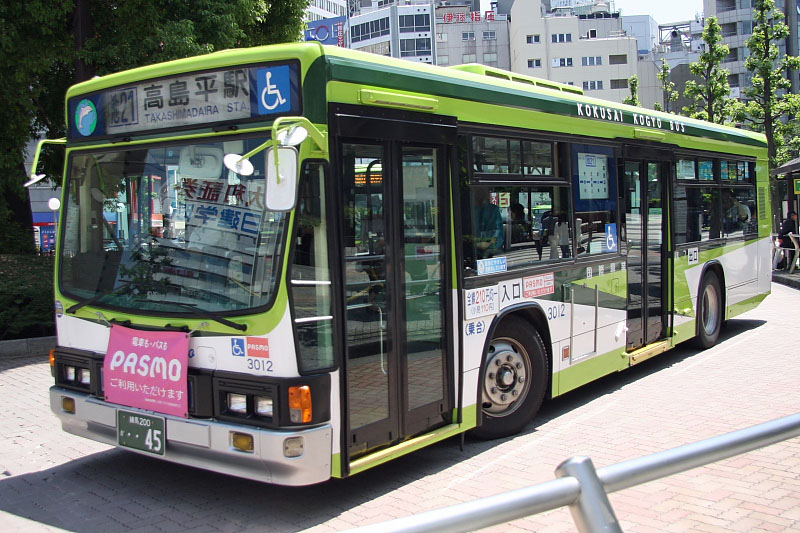
1999年式キュービックノンステ いすゞKC-LV832L （国際興業バス）
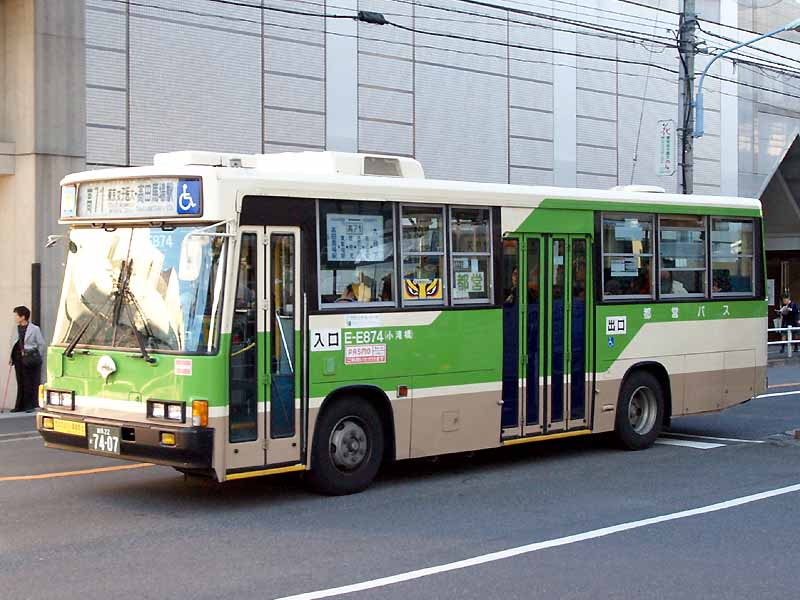
1999年式ジャーニーK いすゞKC-LR333J （都営バス）
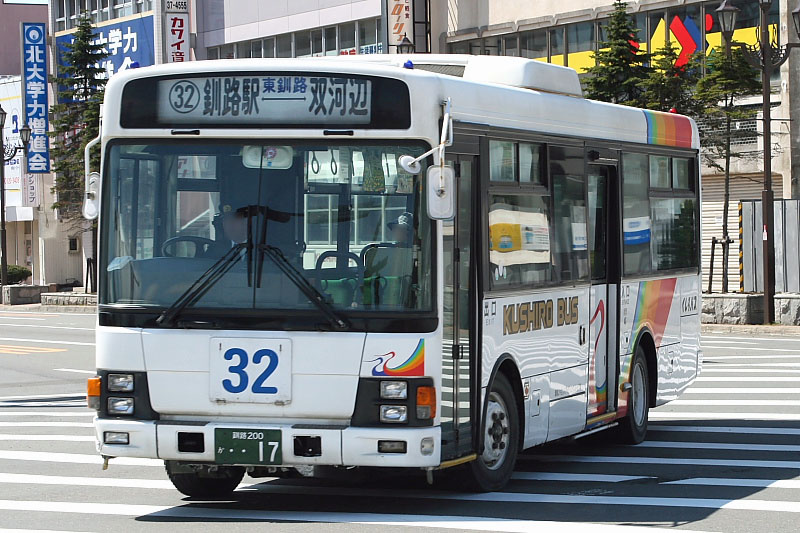
2000年式エルガミオ いすゞKK-LR233J1 （くしろバス）
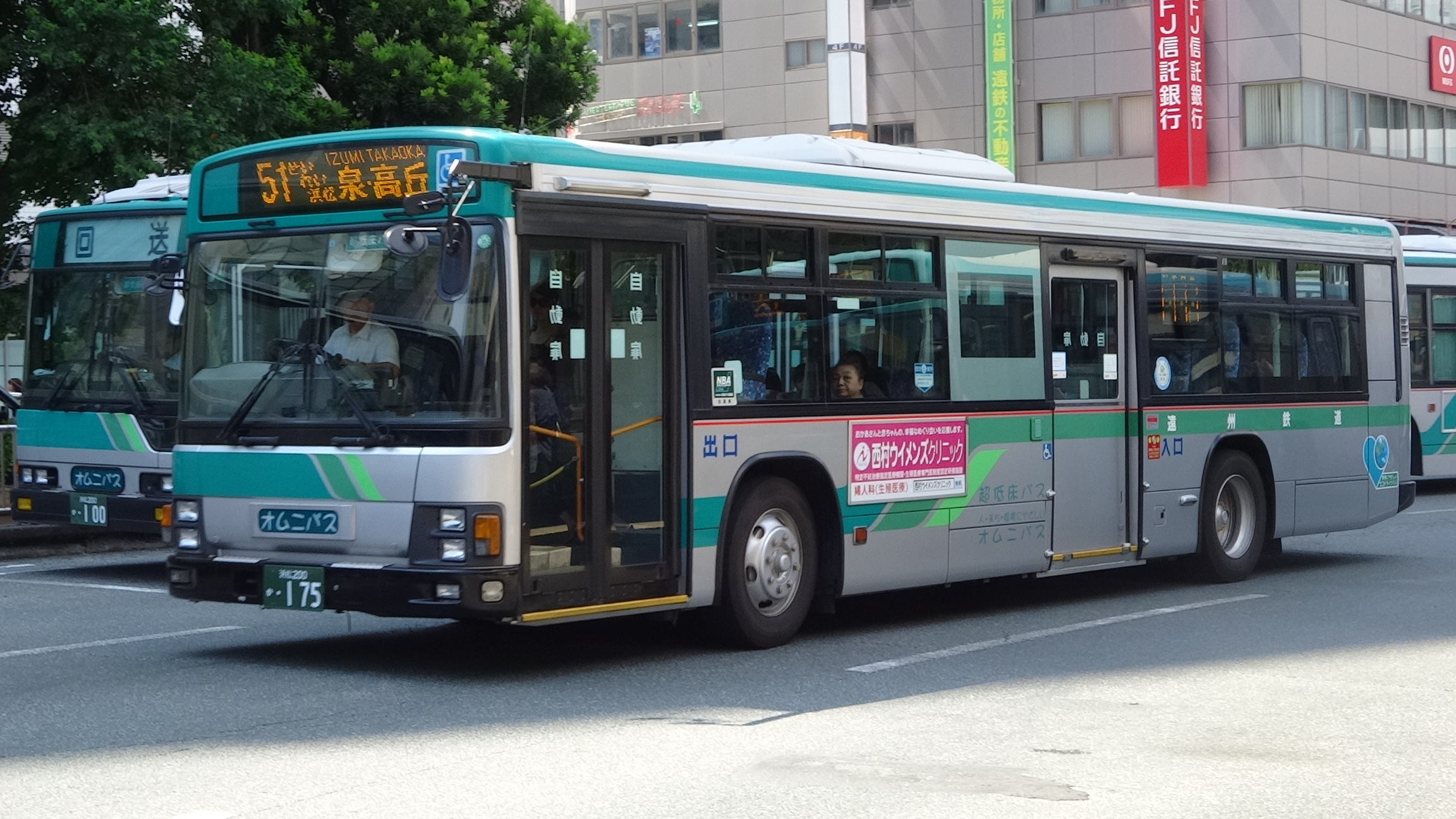
2001年式エルガ（ノンステップtype-B） いすゞKL-LV834N1 （遠鉄バス）
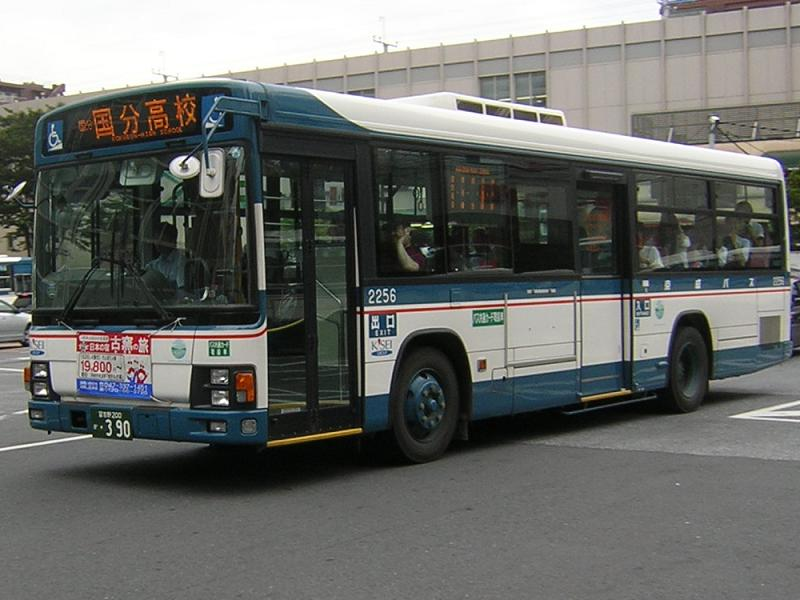
2003年式エルガ（ノンステップtype-A） いすゞKL-LV280L1 （京成バス）
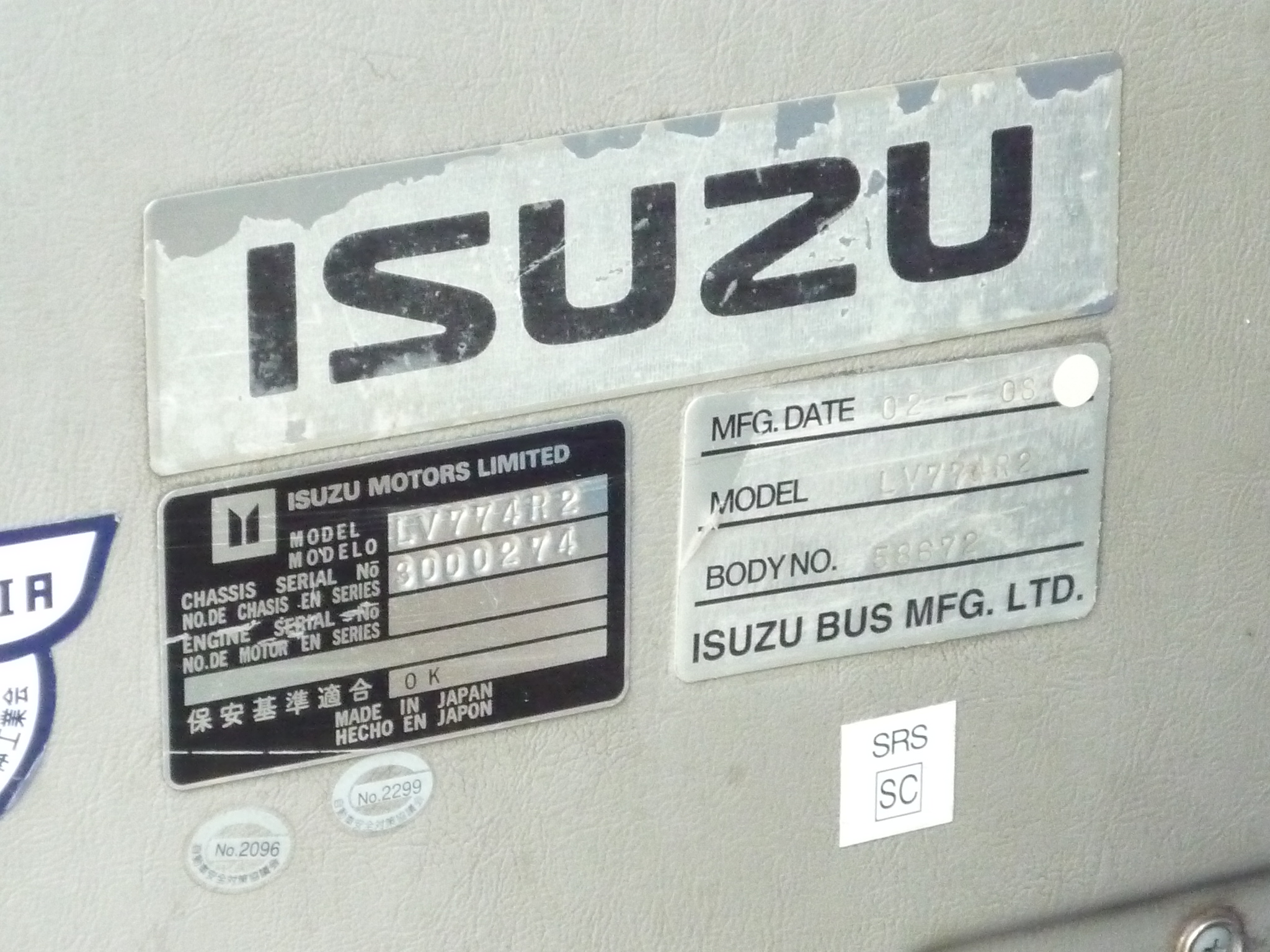
いすゞバス製造の銘板。「いすゞ・ガーラ」（KL-LV774R2）に取付。右側。